# Boscreege
Boscreege – wieś w Anglii, w Kornwalii. Leży 12 km na wschód od miasta Penzance i 400 km na południowy zachód od Londynu.